# Яснополянська сільська рада (Миколаївський район)
Яснополя́нська сільська́ ра́да — адміністративно-територіальна одиниця та орган місцевого самоврядування в Миколаївському районі Миколаївської області. Адміністративний центр — село Ясна Поляна.

## Загальні відомості
- Населення ради: 861 особа (станом на 2001 рік)

## Населені пункти
Сільській раді підпорядковані населені пункти:
- с. Ясна Поляна
- с. Андріївка
- с. Новоандріївка
- с. Суха Балка

## Склад ради
Рада складається з 12 депутатів та голови.
- Голова ради: Білявська Зінаїда Андріївна
- Секретар ради: Горбунова Ірина Леонідівна

### Керівний склад попередніх скликань
| Прізвище, ім'я, по батькові | Основні відомості                                                         | Дата обрання | Дата звільнення |
| --------------------------- | ------------------------------------------------------------------------- | ------------ | --------------- |
| Білявська Зінаїда Андріївна | Сільський голова, 1956 року народження, освіта вища, член Народної партії | 26.03.2006   | 31.10.2010      |
| Білявська Зінаїда Андріївна | Сільський голова, 1956 року народження, освіта вища, член Партії регіонів | 31.10.2010   |                 |

Примітка: таблиця складена за даними сайту Верховної Ради України

### Депутати
За результатами місцевих виборів 2010 року депутатами ради стали:

#### За суб'єктами висування
| Суб'єкт висування | Кількість обраних депутатів | %    |
| ----------------- | --------------------------- | ---- |
| Партія регіонів   | 11                          | 91,7 |
| Самовисування     | 1                           | 8,3  |

#### За округами
| № округу        | Прізвище, ім'я, по батькові  | Дата визнання обраним | Освіта             | Партійна приналежність | Відомості про обраного депутата          |
| --------------- | ---------------------------- | --------------------- | ------------------ | ---------------------- | ---------------------------------------- |
| Партія регіонів |                              |                       |                    |                        |                                          |
| 1               | Швець Катерина Павлівна      | 05.11.2010            | вища               | позапартійна           | Ясно полянська с/рада, соц. працівник    |
| 2               | Кулачок Володимир Павлович   | 05.11.2010            | середня            | позапартійний          | тимчасово не працює                      |
| 3               | Вальков Сергій Миколайович   | 05.11.2010            | середня            | позапартійний          | ППФ Інтер-В, тракторист                  |
| 4               | Чайка Марина Валентинівна    | 05.11.2010            | вища               | позапартійна           | тимчасово не працює                      |
| 6               | Бурін Анатолій Михайлович    | 05.11.2010            | середня            | позапартійний          | ППФ Інтер-В, тракторист                  |
| 7               | Гитюк Оксана Адамівна        | 05.11.2010            | вища               | позапартійна           | тимчасово не працює                      |
| 8               | Церуш Любов Михайлівна       | 05.11.2010            | середня            | позапартійна           | Ясно полянська с/рада, зав. ФАП          |
| 9               | Горбунова Ірина Леонідівна   | 05.11.2010            | вища               | позапартійна           | Ясно полянська с/рада, секре-тар         |
| 10              | Волокітенко Тетяна Іванівна  | 05.11.2010            | середня            | позапартійна           | пенсіонер                                |
| 11              | Царюк Людмила Олексіївна     | 05.11.2010            | середня            | позапартійна           | тимчасово не працює                      |
| 12              | Овчаренко Наталя Кузмінічна  | 05.11.2010            | середня спеціальна | позапартійна           | тимчасово не працює                      |
| Самовисування   |                              |                       |                    |                        |                                          |
| 5               | Бундзяк Тетяна Олександрівна | 05.11.2010            | вища               | позапартійна           | Яснополянська с/рада, головний бухгалтер |